# Friedrich Gottlieb Welcker
Pour les articles homonymes, voir Welcker.

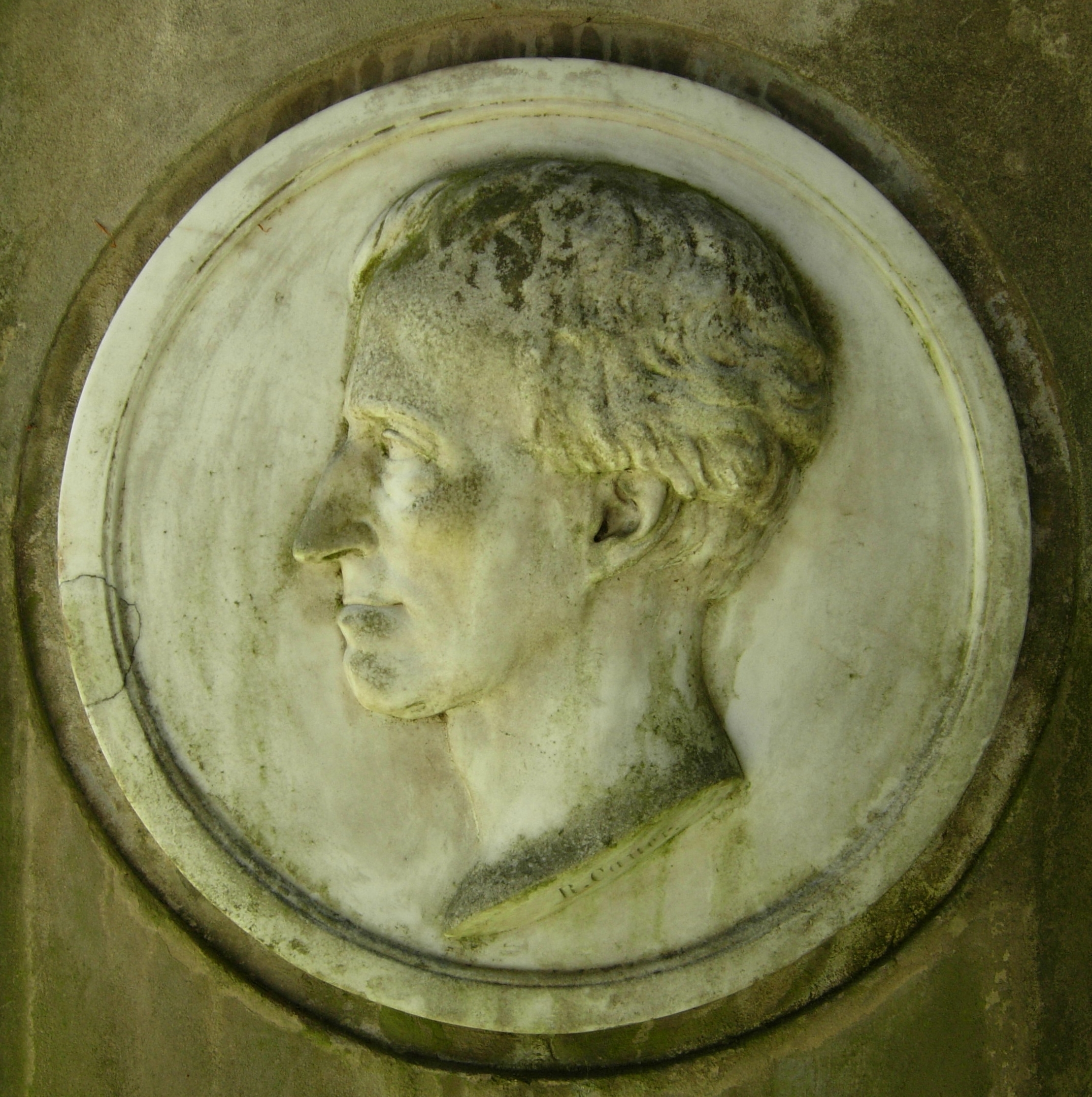
Médaillon en hommage à Welcker par Robert Cauer le vieux sur sa tombe à l'

Friedrich Gottlieb Welcker (Grünberg (Hesse), 4 novembre 1784-Bonn, 17 décembre 1868) est un philologue et archéologue allemand.

## Biographie
Il étudie la théologie, les sciences naturelles et le droit à l'université de Giessen et devient en 1803, professeur au Gymnasium de Giessen et à la Faculté de théologie.
De 1806 à 1808, il séjourne à Rome et devient précepteur des enfants de Caroline et Wilhelm von Humboldt. Ce dernier le fait nommer professeur de littérature grecque et d'archéologie à Giessen (1809) où il ouvre en 1812 un séminaire de philologie.
Professeur à Göttingen (1816) puis à Bonn (1819), il y occupe la chaire de philologie et d'archéologie et dirige la bibliothèque universitaire et l'Akademisches Kunstmuseum où il initie une collection de moulages. Il est élu en 1817 à l'Académie des sciences de Göttingen.
Otto Jahn lui succède à Bonn en 1854 et l'aide lorsqu'il perd la vue en 1862.

## Travaux
- Zoëgas Leben, 2 vols., 1819
- Die äschylische Trilogie, 1824
- Der epische Cyclus, 2 vols., 1835-1849
- Die griechische Tragödien, 3 vols., 1839-1841
- Alte Denkmäler, 5 vols., 1849-1864
- Tagebuch einer griechischen Reise, 2 vols., 1865